# رودخانه سن خوان
رودخانه سن خوان رودی است به رودخانه کلرادو می‌ریزد. این رود از کشور ایالات متحده آمریکا می‌گذرد. این رودخانه یکی از شاخه‌های عمده و مهم رودخانه کلرادو در جنوب غربی ایالات متحده است، طول این رودخانه ۳۸۳ مایل (۶۱۶ کیلومتر) می‌باشد. رودخانه در مساحتی به ابعاد ۲۴٬۶۰۰ مایل مربع (۶۴٬۰۰۰ کیلومتر مربع) در جنوب غربی کلرادو، شمال غرب نیومکزیکو، جنوب شرقی یوتا و بخش کوچکی از شمال شرق آریزونا جریان دارد، جریان متوسط رودخانه سن خوان در ریزشگاه در حدود ۲٬۲۰۰ فوت مکعب بر ثانیه (۶۲ متر مکعب بر ثانیه) و بالاترین تخلیه اندازه‌گیری شده تاکنون در حدود ۷۰٬۰۰۰ فوت مکعب بر ثانیه (۲٬۰۰۰ متر مکعب بر ثانیه) و در تاریخ ۱۹۲۷ می‌باشد